# Aposphaeria ulmicola
Aposphaeria ulmicola är en svampart som först beskrevs av Miles Joseph Berkeley, och fick sitt nu gällande namn av Pier Andrea Saccardo 1884. Aposphaeria ulmicola ingår i släktet Aposphaeria och familjen Melanommataceae.   Inga underarter finns listade i Catalogue of Life.